# Чувашские имена
Чува́шская антропони́мия (чув. Чӑваш ячӗсем) — совокупность антропонимов, то есть собственных имён для именования человека. Чувашский именник отличается большим разнообразием и включает как исконно чувашские имена, являющиеся продолжением булгарской и ранее пратюркской антропонимии, так и заимствованные имена греческого, еврейского и римского происхождения («православные» или «русские») вследствие насильственной христианизации, а также арабского, персидского, монгольского и кипчакского, заимствованными в периоды принятия ислама волжскими булгарами и нахождения их в подданстве Казанского Ханства. Современная антропонимическая модель трёхчленна: личное имя, отчество и фамилия.
В настоящее время дохристианские имена используются интеллигенцией, некрещёными чувашами, чувашами-мусульманами, а также чувашами, пытающимися возродить старые народные традиции.
Первое исследование чувашских языческих имён провёл В. К. Магницкий. В своей книге «Чувашские языческие имена» (1905) он привёл более 10 000 мужских имён. Если посмотреть на список этих имён, то можно найти среди них как собственно чувашские (болгарские) имена, так и производные от русских, арабских и персидских имён, в том числе различные формы одного и того же имени. Например, Ванюш, Ванюшка, Ванюхха являются одним и тем же именем. После этого исследования чувашских дохристианских имён не производились.
Подлинные исследования по ономастике, то есть этнономике, топонимике и антропонимике чувашских личных имён начались лишь в 80-е годы XX века. Первым таким исследованием стали «Ҫын ячӗсем» («Имена людей») И. А. Андреева. В развитие ономастики чувашского Поволжья внесли публикации в межвузовском сборнике «Диалекты и топонимия Поволжья» (ответственный редактор Г. Е. Корнилов). Среди публикаций такого рода выделяются статьи Л. В. Даниловой.
Особого внимания заслуживает «Краткий этимологический словарь чувашских дохристианских женских личных имён» Н. И. Егорова, составленный на антропонимических материалах, собранных в 1984 году в девяти населённых пунктах Татарстана. Вывод этого исследования состоит в том, что чувашские имена заимствованы в различное время (начиная с XV в.) из татарского языка. В той же экспедиции Л. П. Петров исследовал дохристианские личные мужские имена. На основе собранных данных и хранящихся в научном архиве Чувашского гуманитарного института антропонимических материалов он составил «Историко-этимологический словарь чувашских личных мужских имён».

## Обряд именаречения
В древности у чувашей часто встречались имена в честь животных, птиц и растений. Например, женские имена Чӗкеҫ (Ласточка), Чакак (Сорока) и др. Такие имена давались новорождённым в случае, если в семье часто умирали от болезней дети. Для того, чтобы обмануть или отпугнуть смерть, новорождённым и давали имена животных и птиц.
Мужские имена подобного рода:

Юман («Дуб»), Хурҫӑ («Сталь»),

Шӑнкӑрч («Скворец»), Уйӑп («Снегирь»),

Курак («Грач»), Упа («Медведь»),

Кашкӑр («Волк»), Кӑртӑш («Ёрш»).
Женские:

Кайӑкки («Птица»), Чӗкеҫ («Ласточка»),

Чакак («Сорока»), Чепчен («Соловей»),

Ҫавраҫ (букв. «До поворота [солнца]», т. е. проворная).
Подробнее см. Чувашские охранные имена.
После рождения ребёнка и до совершения обряда имянаречения его обыкновенно звали Ятсӑр («Безымянный», «Безымянная»). Период этот, как правило, длился от одного дня до двух недель, причём сам обряд считалось предпочтительным проводить через семь дней. Оставление ребёнка без имени на более долгий срок считалось нежелательным: согласно поверью, послеродовая чистота больше не защищала его от злых духов и колдунов. Кроме того, родители опасались того, что безымянного ребёнка рано или поздно разыщет шайтан (Шуйттан) и назовёт его так, как ему самому заблагорассудится.
Ко дню совершения обряда готовились заранее. В доме новорождённого и близких родственников готовились сырок (творог), хлеб и каша, суп и чувашское традиционное пиво сӑра. После завершения приготовлений родители новорождённого созывали самых близких родственников: дедушек и бабушек ребёнка по отцовской (асатте-асанне) и материнской линии (кукаҫи-кукамай), его родных дядь и тёть, а также некоторых других кровных родственников со стороны отца. Помимо них, родители могли пригласить также тех соседей и знакомых, с которыми их связывали долгие тесные отношения. В общем же, число приглашённых было не очень большим.
Первая часть обряда совершалась внутри дома. Приглашённые родственники и гости брали в руки кусочки хлеба и сыра и, встав лицом к приоткрытой двери, обращались с молитвой к Богу (Турӑ). Подчёркивая, что ребёнок является творением Бога, и что только он один может подарить ребёнку здоровье и долголетие, они обращались к нему, прося дать новой душе здоровья и счастья, а для себя просили обильного урожая, хорошего приплода и целую скамью детей.
Тебе мягким сырком, пшеничным хлебом молимся, у тебя ищем покровительства, помилуй. Прими от нас, наивных, молитву от души; как мы тебе мягким сырком, мягким пшеничным хлебом молимся, так и у ребёнка пускай речь будет мягкой; пусть будет приветливым, старшего пусть зовёт старшим братом, младшего пусть зовёт младшим братом; встречая стариков, пусть сумеет достойно встретиться и достойно пройти.
После этого каждый из присутствующих отщипывал понемногу от своих кусочков хлеба и сыра и бросал в четыре угла дома: сначала в почётный угол, затем в угол печи, в передний угол около печи и в угол двери. Таким образом они символически желали новорождённому увидеть весь свет.
Вторая часть обряда проходила во дворе и, по предположению исследователей, являлась актом обращения не только к Богу, но и к духам и предкам, проживавшим вне сельской территории. Выйдя во двор, родители и родственники новорождённого приносили в жертву Турӑ кашу и пиво, просили защитить ребёнка и в том месте, где он будет расти, и там, куда он отправится уже выросши; желали ему жить «до тех пор, пока он не обует лапти задом наперёд» (то есть, до глубокой старости).
Имя ребёнку давал шурсухал (аксакал, самый уважаемый старик в роду). Он мог либо предложить имя сам, либо спросить мнение родителей или других родственников из числа мужчин. Когда те говорили заранее приготовленное имя, он отвечал: «Ҫапла пултӑр» («Да будет так») — и с тех пор имя закреплялось за новорождённым.
После этого гости снова собирались в доме, где мать приглашала новорождённого к столу, называя того по имени. Родственники тем временем благословляли ребёнка, а один из них выкрикивал его имя в печную трубу и также приглашал его к совместной трапезе, после которой обычно следовали песни и пляски.

Перед уходом родственники снова желали новорождённому ни в чём не испытывать нужду, быть для своих родителей большим подспорьем, а также, вставая из-за стола, одаривали его и роженицу деньгами и необходимыми вещами (одёжкой, пелёнками и т. д.).

## Адаптированные имена
В настоящее время большинство чувашей использует неадаптированные русские имена. Старые адаптированные варианты применяются в основном в быту, а также в сельской местности.

### Православные
- Агафья — Уканеш, Укьяна, Укахви, Акахфи, Аганя, Агаши,
- Агапия — Укапи, Укка
- Аксинья — Укҫи(не), Укҫинка, Укҫук, Акщиня
- Акулина — Кулине
- Александр — Сантӑр, Сашук, Санькка, Сантей
- Алексей — (А)лекҫей, Алюкка, Люхха, Элекҫей, Элешке, Алюшка
- Алёна — Улюна , Улине, Элине, Алюнкка
- Андрей — Энтри, Унтри, Энтрÿш
- Андриан — Энтӗриан
- Анисья — Унеҫ, Униҫ, Анищща
- Анна — Анни, Анюка, Ануш, Анукка
- Алексей — Альуш, Алюкка
- Витя — Витьуш

### Арабско-мусульманские

#### Мужские
- Абу [кунья] — Апу
- Аббас — Аппас, Апаш
- Абдулла — Аптулла, Айтул
- Абдулхай — Аттюхха
- Абдуррахман — Этрехмен
- Абдуссалам — Эпселем, Эпселим
- Абуль-Хасан — Апӑльхан
- Адхам — Ахтем, Эхтем
- Акрам — Акрам
- Али — Али, Кали(к)
- Амир — Эмир
- Анвар — Анвар, Энвер

#### Женские
- Айша — Айса(н)
- Алима — Элиме
- Амина — Эмине
- Арифа — Арихва, Арихве, Арккук
- Валима — Велиме, Вельмук
- Дина — Тине(пи)
- Забиба — Сапипе
- Заира — Сайра
- Зарина — Сарине